# Lackalänga-Stävie distrikt
Lackalänga-Stävie distrikt är ett distrikt i Kävlinge kommun och Skåne län. 
Distriktet ligger söder om Kävlinge. 

## Tidigare administrativ tillhörighet
Distriktet inrättades 2016 och utgörs av en del av området Kävlinge köping omfattade till 1971, delen som före 1969 utgjorde Furulunds köping och före 1952  socknarna Lackalänga och Stävie.
Området motsvarar den omfattning Lackalänga-Stävie församling hade 1999/2000 och fick 1998 när socknarnas församlingar gick samman.